# Felix Zimmermann (Politiker)
Felix Zimmermann (* 25. August 1933 in München; † 7. Februar 2014 in Kassel) war ein deutscher Kommunalpolitiker (CDU) und von März 1980 bis 1989 Oberbürgermeister der Stadt Trier.

## Leben
Zimmermann wurde 1933 in München geboren und wuchs am Bodensee auf. Er studierte Rechtswissenschaften in München und Köln. Beruflich war er zunächst als Rechtsanwalt und Justitiar tätig, anschließend Leiter der Stadtwerke Trier und später Direktor der Stadtwerke Augsburg. 
Als Nachfolger von Carl-Ludwig Wagner war Felix Zimmermann von 1980 bis 1989 Oberbürgermeister von Trier. Während seiner Amtszeit erfolgte die Ernennung Oswald von Nell-Breunings zum Ehrenbürger der Stadt (1981), feierte Trier sein 2000-jähriges Bestehen (1984) und kam es zur Gründung (1985) der TUFA als alternativem Kunst- und Kommunikationszentrum der Stadt.
Dank Zimmermanns Eintreten für die Freundschaft zwischen den europäischen Völkern, insbesondere durch die Belebung der seit Jahren bestehenden Städtepartnerschaften gelang es noch zu Zeiten der DDR, die Städtepartnerschaft mit Weimar (1987) abzuschließen und im gleichen Jahr die Partnerschaft mit der texanischen Stadt Fort Worth zu etablieren.

Zimmermanns Bemühungen um ideelle Wiedergutmachung führte als Ausdruck der Freundschaft und Verbundenheit mit Luxemburg zur Überlassung der Gründungsurkunde der Stadt Luxemburg von 963 als Depositum aus dem Besitz des Stadtarchivs Trier. Für seine Verdienste um die Verständigung und grenzüberschreitende Zusammenarbeit ernannte ihn 1984 das Großherzogtum Luxemburg zum Commandeur de l'Ordre de la couronne de chêne. 1986 wurde Zimmermann für sein vielfältiges gesellschaftliches Engagement als Vorsitzender des Landes-Energiebeirats, als Mitglied des Hauptausschusses des Deutschen Städtetages, als Vorstand des Städtetages Rheinland-Pfalz sowie als Mitglied des Beirats der Fachhochschule Trier und des Kuratoriums der Universität Trier mit dem Verdienstkreuz am Bande des Verdienstordens der Bundesrepublik Deutschland ausgezeichnet. 
1989 wechselte Zimmermann nach Köln und war bis 1999 Hauptgeschäftsführer des  Verbandes kommunaler Unternehmen in Köln. Seine herausragenden Verdienste um die kommunale Versorgungswirtschaft insbesondere in den neuen Bundesländern würdigte der Bundespräsident 1993 mit der Verleihung des Bundesverdienstkreuzes Erster Klasse. 
Felix Zimmermann lebte zuletzt in Kassel.

## Schriften
- Ein OB tischt auf. Weyand, Trier 2012, ISBN 978-3-935281-91-1.[3]